# 2012-es U20-as női labdarúgó-világbajnokság
A 2012-es U20-as női labdarúgó-világbajnokság a 6. ilyen jellegű torna volt. A tornát 16 válogatott részvételével augusztus 19-e és szeptember 8-a között rendezték Japánban. A vb-t az amerikai válogatott nyerte, története során harmadszor.

## Játékvezetők
| Afrika - Fadouma Dia - Dianne Ferreira-James Ázsia - Szató Nami - Csin Liang - Abirami Apbai Naidu Dél-Amerika - Ana Marques | Észak-, Közép-Amerika és a Karibi-térség - Margaret Domka - Lucia Venegas Európa - Pernilla Larsson - Silvia Tea Spinelli - Esther Staubli - Christine Baitinger - Teodora Albon |

## Eredmények
A csoportkörben minden csapat a másik három csapattal egy-egy mérkőzést játszott, így összesen 6 mérkőzésre került sor mind a négy csoportban. A csoportokból az első két helyezett jutott tovább a negyeddöntőbe. Minden csoportban az utolsó két mérkőzést azonos időpontban játszották. A negyeddöntőtől egyenes kieséses rendszerben folytatódott a torna.

### Csoportkör
| Jelmagyarázat                                                                   |
| ------------------------------------------------------------------------------- |
| A csoportok első és második helyezettje bejutott az egyenes kieséses szakaszba. |
| A csoportok harmadik és negyedik helyezettje kiesett.                           |

#### A csoport
| Csapat    | M | Gy | D | V | G+ | G– | Gk | P |
| --------- | - | -- | - | - | -- | -- | -- | - |
| Japán     | 3 | 2  | 1 | 0 | 10 | 3  | +7 | 7 |
| Mexikó    | 3 | 2  | 0 | 1 | 7  | 4  | +3 | 6 |
| Új-Zéland | 3 | 1  | 1 | 1 | 4  | 7  | –3 | 4 |
| Svájc     | 3 | 0  | 0 | 3 | 1  | 8  | –7 | 0 |

| 2012. augusztus 19. 16:20 |

| Új-Zéland             | 2–1               | Svájc          |
| --------------------- | ----------------- | -------------- |
| Millynn 39' White 52' | (1–0) Jegyzőkönyv | Aigbogun 90+1' |

| Mijagi Stadion, Rifu Nézőszám: 9542 Játékvezető: Abirami Apbai Naidu (szingapúri) |

| 2012. augusztus 19. 19:20 |

| Japán                                                     | 4–1               | Mexikó       |
| --------------------------------------------------------- | ----------------- | ------------ |
| Sibata 32' Naomoto 56' Jokojama 77' Tanaka 89' (11-esből) | (1–0) Jegyzőkönyv | Huerta 90+1' |

| Mijagi Stadion, Rifu Nézőszám: 9542 Játékvezető: Christine Baitinger (német) |

| 2012. augusztus 22. 16:20 |

| Mexikó                   | 2–0               | Svájc |
| ------------------------ | ----------------- | ----- |
| Huerta 46' Jiménez 90+1' | (0–0) Jegyzőkönyv |       |

| Mijagi Stadion, Rifu Nézőszám: 9061 Játékvezető: Ana Marques (brazil) |

| 2012. augusztus 22. 19:20 |

| Japán                    | 2–2               | Új-Zéland                    |
| ------------------------ | ----------------- | ---------------------------- |
| Tanaka 37' Micsigami 71' | (1–2) Jegyzőkönyv | Nakada 11' (öngól) White 15' |

| Mijagi Stadion, Rifu Nézőszám: 9061 Játékvezető: Silvia Tea Spinelli (olasz) |

| 2012. augusztus 26. 19:20 |

| Mexikó                                            | 4–0               | Új-Zéland |
| ------------------------------------------------- | ----------------- | --------- |
| Huerta 47' Gomez Junco 74' Franco 85' Jiménez 87' | (0–0) Jegyzőkönyv |           |

| Kobe Universiade Memorial Stadium, Kóbe Nézőszám: 4659 Játékvezető: Teodora Albon (román) |

| 2012. augusztus 26. 19:20 |

| Svájc | 0–4               | Japán                                              |
| ----- | ----------------- | -------------------------------------------------- |
|       | (0–1) Jegyzőkönyv | Tanaka 30' 47' Nisikava 52' Naomoto 84' (11-esből) |

| Nemzeti Olimpiai Stadion, Tokió Nézőszám: 16 914 Játékvezető: Margaret Domka (amerikai) |

#### B csoport
| Csapat      | M | Gy | D | V | G+ | G– | Gk | P |
| ----------- | - | -- | - | - | -- | -- | -- | - |
| Nigéria     | 3 | 2  | 1 | 0 | 7  | 1  | +6 | 7 |
| Dél-Korea   | 3 | 2  | 0 | 1 | 4  | 2  | +2 | 6 |
| Brazília    | 3 | 0  | 2 | 1 | 2  | 4  | –2 | 2 |
| Olaszország | 3 | 0  | 1 | 2 | 1  | 7  | –6 | 1 |

| 2012. augusztus 19. 15:00 |

| Brazília     | 1–1               | Olaszország |
| ------------ | ----------------- | ----------- |
| Amanda 90+2' | (0–1) Jegyzőkönyv | Linari 38'  |

| Urawa Komaba Stadium, Szaitama Nézőszám: 2511 Játékvezető: Margaret Domka (amerikai) |

| 2012. augusztus 19. 18:00 |

| Nigéria                  | 2–0               | Dél-Korea |
| ------------------------ | ----------------- | --------- |
| Okobi 15' Oparanozie 67' | (1–0) Jegyzőkönyv |           |

| Urawa Komaba Stadium, Szaitama Nézőszám: 2511 Játékvezető: Dianne Ferreira-James (guyanai) |

| 2012. augusztus 22. 15:00 |

| Brazília     | 1–1               | Nigéria    |
| ------------ | ----------------- | ---------- |
| Giovanna 87' | (0–1) Jegyzőkönyv | Ordega 44' |

| Urawa Komaba Stadium, Szaitama Nézőszám: 2539 Játékvezető: Esther Staubli (svájci) |

| 2012. augusztus 22. 18:00 |

| Olaszország | 0–2               | Dél-Korea                     |
| ----------- | ----------------- | ----------------------------- |
|             | (0–0) Jegyzőkönyv | I Gummin 54' Jeoun Eun-Ha 56' |

| Urawa Komaba Stadium, Szaitama Nézőszám: 2539 Játékvezető: Lucia Venegas (mexikói) |

| 2012. augusztus 26. 16:20 |

| Olaszország | 0–4               | Nigéria                          |
| ----------- | ----------------- | -------------------------------- |
|             | (0–2) Jegyzőkönyv | Ordega 22' 40' 47' Igbinovia 86' |

| Kobe Universiade Memorial Stadium, Kóbe Játékvezető: Qin Liang (kínai) |

| 2012. augusztus 26. 16:20 |

| Dél-Korea            | 2–0               | Brazília |
| -------------------- | ----------------- | -------- |
| Jeoun Eun-Ha 74' 82' | (0–0) Jegyzőkönyv |          |

| Nemzeti Olimpiai Stadion, Tokió Játékvezető: Christine Baitinger (német) |

#### C csoport
| Csapat      | M | Gy | D | V | G+ | G– | Gk  | P |
| ----------- | - | -- | - | - | -- | -- | --- | - |
| Észak-Korea | 3 | 3  | 0 | 0 | 15 | 3  | +12 | 9 |
| Norvégia    | 3 | 2  | 0 | 1 | 8  | 6  | +2  | 6 |
| Kanada      | 3 | 1  | 0 | 2 | 8  | 4  | +4  | 3 |
| Argentína   | 3 | 0  | 0 | 3 | 1  | 19 | –18 | 0 |

| 2012. augusztus 20. 16:00 |

| Észak-Korea                                                    | 4–2               | Norvégia                     |
| -------------------------------------------------------------- | ----------------- | ---------------------------- |
| Yun Hyon-Hi 15' 40' (11-esből) Kim Un-Hwa 72' Kim Su-Gyong 77' | (2–1) Jegyzőkönyv | Hansen 23' Ad. Hegerberg 54' |

| Kobe Universiade Memorial Stadium, Kóbe Nézőszám: 3468 Játékvezető: Lucia Venegas (mexikói) |

| 2012. augusztus 20. 19:00 |

| Argentína | 0–6               | Kanada                                                                   |
| --------- | ----------------- | ------------------------------------------------------------------------ |
|           | (0–5) Jegyzőkönyv | Zadorsky 7' (11-esből) Sawicki 20' Leon 22' 42' 45+1' Charron-Delage 86' |

| Kobe Universiade Memorial Stadium, Kóbe Nézőszám: 3468 Játékvezető: Esther Staubli (svájci) |

| 2012. augusztus 23. 16:00 |

| Észak-Korea                                                               | 9–0               | Argentína |
| ------------------------------------------------------------------------- | ----------------- | --------- |
| Yun Hyon-Hi 16' Kim Un-Hwa 26' 30' 41' 45+2' 56' Kim Su-Gyong 38' 44' 55' | (7–0) Jegyzőkönyv |           |

| Kobe Universiade Memorial Stadium, Kóbe Nézőszám: 3144 Játékvezető: Fadouma Dia (szenegáli) |

| 2012. augusztus 23. 19:00 |

| Norvégia                            | 2–1               | Kanada         |
| ----------------------------------- | ----------------- | -------------- |
| Ad. Hegerberg 52' An. Hegerberg 79' | (0–1) Jegyzőkönyv | Richardson 44' |

| Kobe Universiade Memorial Stadium, Kóbe Nézőszám: 3144 Játékvezető: Qin Liang (kínai) |

| 2012. augusztus 27. 19:00 |

| Norvégia                                           | 4–1               | Argentína  |
| -------------------------------------------------- | ----------------- | ---------- |
| Haavi 25' Hansen 70' An. Hegerberg 85' Skaug 90+3' | (1–0) Jegyzőkönyv | Oviedo 82' |

| Mijagi Stadion, Rifu Nézőszám: 1712 Játékvezető: Szató Nami (japán) |

| 2012. augusztus 27. 19:00 |

| Kanada     | 1–2               | Észak-Korea                               |
| ---------- | ----------------- | ----------------------------------------- |
| Exeter 12' | (1–1) Jegyzőkönyv | Kim Un-Hwa 33' Yun Hyon-Hi 78' (11-esből) |

| Urawa Komaba Stadium, Szaitama Nézőszám: 1712 Játékvezető: Pernilla Larsson (svéd) |

#### D csoport
| Csapat           | M | Gy | D | V | G+ | G– | Gk | P |
| ---------------- | - | -- | - | - | -- | -- | -- | - |
| Németország      | 3 | 3  | 0 | 0 | 8  | 0  | +8 | 9 |
| Egyesült Államok | 3 | 1  | 1 | 1 | 5  | 4  | +1 | 4 |
| Kína             | 3 | 1  | 1 | 1 | 2  | 5  | –3 | 4 |
| Ghána            | 3 | 0  | 0 | 3 | 0  | 6  | –6 | 0 |

| 2012. augusztus 20. 16:00 |

| Ghána | 0–4               | Egyesült Államok                      |
| ----- | ----------------- | ------------------------------------- |
|       | (0–1) Jegyzőkönyv | Addai 20' (öngól) Hayes 50' 74' 90+2' |

| Hirosima Big Arch, Hirosima Nézőszám: 2582 Játékvezető: Teodora Albon (román) |

| 2012. augusztus 20. 19:00 |

| Németország                                                  | 4–0               | Kína |
| ------------------------------------------------------------ | ----------------- | ---- |
| Lotzen 3' Hegenauer 45' Lin Yuping 74' (öngól) Wensing 90+1' | (2–0) Jegyzőkönyv |      |

| Hirosima Big Arch, Hirosima Nézőszám: 2582 Játékvezető: Ana Marques (brazil) |

| 2012. augusztus 23. 16:00 |

| Ghána | 0–1               | Németország  |
| ----- | ----------------- | ------------ |
|       | (0–0) Jegyzőkönyv | Magull 90+1' |

| Hirosima Big Arch, Hirosima Nézőszám: 3559 Játékvezető: Szató Nami (japán) |

| 2012. augusztus 23. 19:00 |

| Egyesült Államok | 1–1               | Kína          |
| ---------------- | ----------------- | ------------- |
| Hayes 36'        | (1–1) Jegyzőkönyv | Shen Lili 19' |

| Hirosima Big Arch, Hirosima Nézőszám: 3559 Játékvezető: Pernilla Larsson (svéd) |

| 2012. augusztus 27. 19:00 |

| Egyesült Államok | 0–3               | Németország                |
| ---------------- | ----------------- | -------------------------- |
|                  | (0–1) Jegyzőkönyv | Lotzen 35' 53' Leupolz 55' |

| Mijagi Stadion, Rifu Játékvezető: Abirami Apbai Naidu (szingapúri) |

| 2012. augusztus 27. 19:00 |

| Kína           | 1–0               | Ghána |
| -------------- | ----------------- | ----- |
| Zhao Xindi 35' | (1–0) Jegyzőkönyv |       |

| Urawa Komaba Stadium, Szaitama Játékvezető: Dianne Ferreira-James (guyanai) |

### Egyenes kieséses szakasz

#### Negyeddöntők
| 2012. augusztus 30. 16:00 |

| Nigéria         | 1–0 (h. u.)                 | Mexikó |
| --------------- | --------------------------- | ------ |
| Oparanozie 109' | (0–0, 0–0, 0–0) Jegyzőkönyv |        |

| Nemzeti Olimpiai Stadion, Tokió Nézőszám: 24 097 Játékvezető: Abirami Apbai Naidu (szingapúri) |

| 2012. augusztus 30. 19:30 |

| Japán                    | 3–1               | Dél-Korea        |
| ------------------------ | ----------------- | ---------------- |
| Sibata 8' 19' Tanaka 37' | (3–1) Jegyzőkönyv | Jeoun Eun-Ha 15' |

| Nemzeti Olimpiai Stadion, Tokió Nézőszám: 24 097 Játékvezető: Teodora Albon (románia) |

| 2012. augusztus 31. 16:00 |

| Németország                          | 4–0               | Norvégia |
| ------------------------------------ | ----------------- | -------- |
| Lotzen 5' 20' Leupolz 7' Wensing 85' | (3–0) Jegyzőkönyv |          |

| Urawa Komaba Stadium, Szaitama Nézőszám: 6 300 Játékvezető: Margaret Domka (amerika) |

| 2012. augusztus 31. 19:30 |

| Észak-Korea      | 1–2 (h. u.)                 | Egyesült Államok           |
| ---------------- | --------------------------- | -------------------------- |
| Kim Su-Gyong 75' | (0–0, 1–1, 1–2) Jegyzőkönyv | DiBernardo 52' Ubogagu 98' |

| Urawa Komaba Stadium, Szaitama Nézőszám: 6284 Játékvezető: Silvia Tea Spinelli (olasz) |

#### Elődöntők
| 2012. szeptember 4. 16:00 |

| Nigéria | 0–2               | Egyesült Államok   |
| ------- | ----------------- | ------------------ |
|         | (0–1) Jegyzőkönyv | Brian 22' Ohai 70' |

| Nemzeti Olimpiai Stadion, Tokió Nézőszám: 28 306 Játékvezető: Esther Staubli (svájci) |

| 2012. szeptember 4. 19:30 |

| Japán | 0–3               | Németország                        |
| ----- | ----------------- | ---------------------------------- |
|       | (0–3) Jegyzőkönyv | Leupolz 1' Marozsán 13' Lotzen 19' |

| Nemzeti Olimpiai Stadion, Tokió Nézőszám: 28 306 Játékvezető: Lucia Venegas (mexikói) |

#### Bronzmérkőzés
| 2012. szeptember 8. 15:30 |

| Nigéria        | 1–2               | Japán                    |
| -------------- | ----------------- | ------------------------ |
| Oparanozie 73' | (0–1) Jegyzőkönyv | Tanaka 24' Nishikawa 50' |

| Nemzeti Olimpiai Stadion, Tokió Játékvezető: Margaret Domka (amerikai) |

#### Döntő
| 2012. szeptember 8. 19:20 |

| Egyesült Államok | 1–0               | Németország |
| ---------------- | ----------------- | ----------- |
| Ohai 44'         | (1–0) Jegyzőkönyv |             |

| Nemzeti Olimpiai Stadion, Tokió Nézőszám: 31 114 Játékvezető: Pernilla Larsson (svéd) |

| A 2012-es U20-as női labdarúgó-világbajnokság győztese |
| ------------------------------------------------------ |
| EGYESÜLT ÁLLAMOK 3. cím                                |